# دبا الفجیره
 دِبّاء الفجیره دومین شهر از شهرهای بزرگ امارت فجیره است، وفجیره یکی از امارات هفتگانه دولت امارات متحده عربی است. مساحت این شهر در حدود ۶۰۰ کیلومتر متر مربع می‌باشد، و ۷۰ کیلومتر از شهر فجیره فاصله دارد. این شهر یکی از شهرهای زیبای ساحلی امارات است که در کرانهٔ دریای عمان و در پایهٔ سلسلهٔ کوه حجر واقع شده‌است. به دلیل وجود دو شهر دیگر به همین نام (دبا)، و برای تمیز از همدیگر نام شهر دبا الفجیره نامیده شده‌است.
جمعیت این شهر ۲۶٫۳۹۵ نفر است. این سه شهر در کرانهٔ دریای عمان واقع شده‌است و به شرح زیر می‌باشند:
- دبا الحصن از توابع امارات شارجه است.[۱]
- دبا الفجیره از توابع امارات فجیره است.[۱]
- دِبّاء البیعه از توابع سلطنت عمان است.[۱]

## جمعیت
جمعیت شهر «دِبّاء الفجیره» در حدود ۳۰ هزار نفر می‌باشد. شهر «دِبّاء الفجیره» به دوقسمت
دبا الریف الشرقی و دبا الریف الغربی تقسیم می‌شود.

## روستاها ودهستان‌های دبا الریف الشرقی
دبا الریف الشرقی شامل روستاها ودهستانهای زیر می‌باشد:

## روستاها ودهستان‌های دبا الریف الغربی
دبا الریف الغربی شامل روستاها ودهستانهای زیر می‌باشد:

## زراعت در دِبّاء الفجیره
در این شهر به علت وجود آب شیرین درختان مرکبات و میوههای گوناگون، و باغهای فواکه مختلف وجود دارد، درختان میوه جات مانند: سیب، هلو، انار، پرتقال، نارنگی، لیمو ترش، لیمو شیرین، نارنج، بالنگ، نخل، موز باضافه خربزه، هندوانه، خیار و سبزیجات صیفی وشتوی می‌شود. همچنین وجود درختان کوهستانی
مانند: سلم، سمر، کُنار، کُور، کِرت است که برزیبایی شهر افزوده‌است. همچنین مردم دِبّاء الفجیره باضافه کشاورزی و ماهی گیری به پیشهٔ دامپروی و دامداری نیز اشتغال دارند. عده‌ای از ساکنان نیز صنایع دستی مانند: خنجر سازی، کوزه‌گری، حصیر بافی وکشتی سازی پیشه گرفته‌اند.

## ساحل شهر دِبّاء الفجیره
شهر دبا دارای ساحلی بسیار زیبا است، گردشگران برای استحمام به ساحل این شهر که در کرانه خلیج عمان واقع شده‌است می‌آیند، در تعطیلات رسمی این مکان مملوء از خیمه وخرگاه گردشگران می‌باشد. به علت قرار گرفتن این شهر در پایهٔ رشتهٔ کوه حجر، دبا از طبیعت و چشم اندازهای زیبایی برخوردار است. در کوه‌های شهر دبا چشمه‌های آب روان و شیرین وجود دارد، آبشار وریعه که برفراز کوه دبا واقع شده‌است رونق وزیبایی خاصی به این شهر ساحلی بخشیده‌است.
پناه گاه زنبورعسل که در طبیعت کوه‌های دبا ایجاد شده‌است در حدود (۳۴۱٫۰۰۰) متر مربع مساحت دارد، این پناه گاه از جانب متخصصین و پرورش دهندگان زنبور عسل برای تهیه عسل ساخته شده‌است که سالیانه مقدار قابل توجهی عسل تولید می‌کنند.

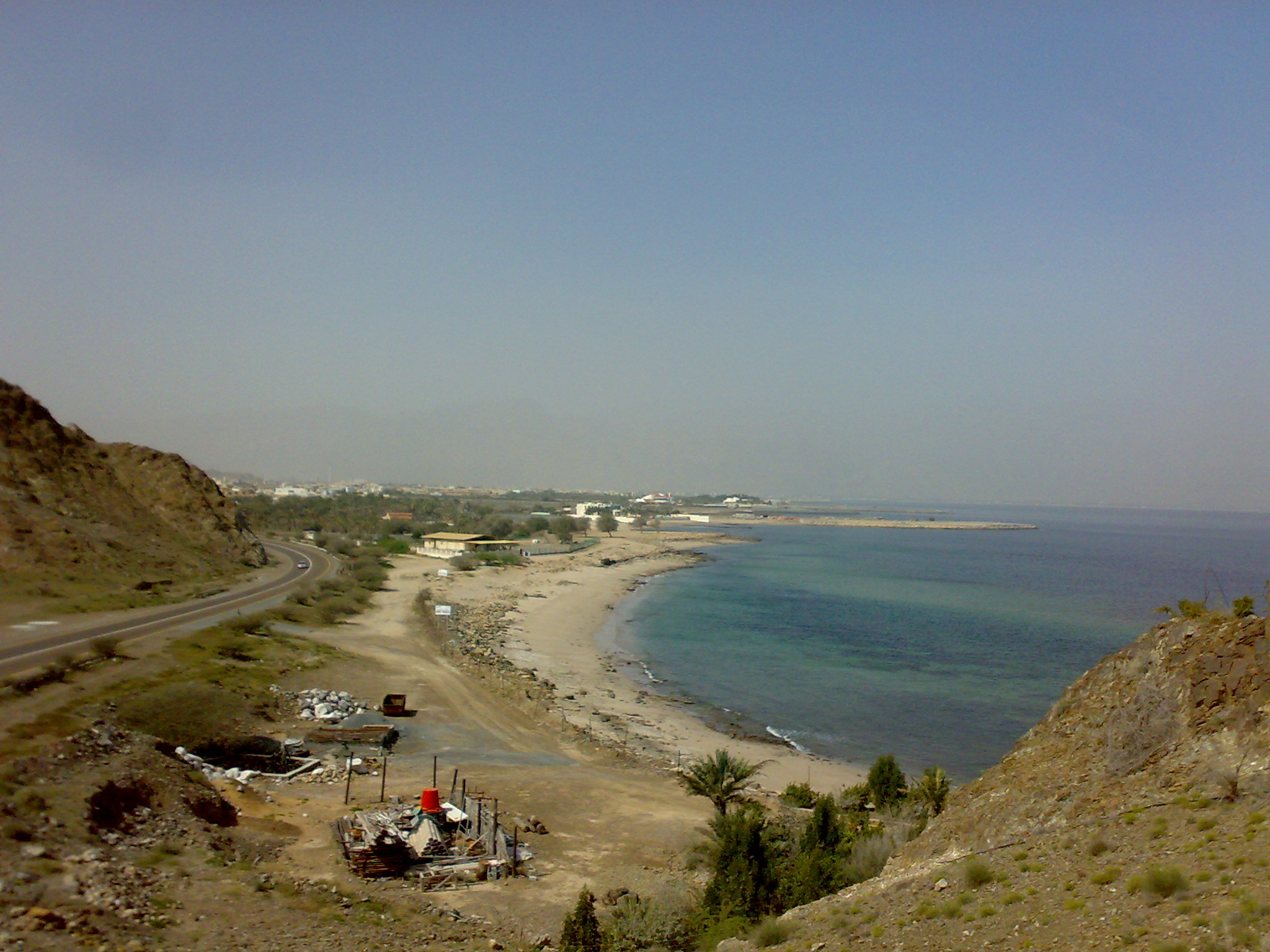
نمایی از ساحل شهر دیبا الفجیره، امارات متحده عربی - ۲۰۰۹

## فهرست منابع و مآخذ
- دکتر: المجد، کمال، احمد، (دولة الامارات العربیة المتحدة، دراسة مسحیة شاملة) . ، شرکه المصریة للطباعة والنشر: قاهره، چاپ اول، انتشار سال ۱۹۷۸ میلادی. (به عربی).
- دکتر:ادوارد، هندرسون، “ (ذکریات عن دولة الإمارات و سلطنة عمان) “، چاپ موتیف آیت للنشر، مطبعة راشد، عجمان ۱۹۸۸ میلادی.
- رحمة، عبدالرحمن، عبدالله، «(الإمارات فی ذاکرة أبنائها)»، جلد دوم. چاپ القراءة للجمیع للنشر والتوزیع، ابوظبی:، انتشار سال ۱۹۹۰ میلادی.
- دکتر:القاسمی، سلطان، بن محمد،  «(سرد الذّاتْ)» ، المؤسسة العربیة للدراسات والنشر ۲۰۰۹ میلادی.